# I Batalion OW PPS na Mokotowie
I Batalion OW PPS na Mokotowie – batalion Oddziałów Wojskowych Pogotowia Powstańczego Socjalistów w dzielnicy Mokotów; istniał od listopada 1939 do sierpnia 1944. W ramach akcji scaleniowej z Armią Krajową został włączony w 1942 w skład II rejonu Obwodu Mokotów Armii Krajowej. 1 sierpnia batalion uczestniczył w powstaniu warszawskim na Sielcach, gdzie został rozbity, część żołnierzy, włączyła się w skład oddziałów Pułku "Baszta", część walczyła w Śródmieściu.

## Ordre de Bataille 1 sierpnia 1944
I Batalion OW PPS, stanowił I Zgrupowanie Rejonu 2 (Sielce, Siekierki) Obwodu Mokotów dowodzonego przez kpt. art. Ryszarda Leona Degórskiego "Brzoza", "Misjonarz". Batalion liczył 375 żołnierzy, w tym 75 uzbrojonych.
Dowództwo batalionu
- dowódca - ppor. Wacław Kossowicz "Jarząbek"
- zastępca - ppor. Alfred Welman "Kos";
- szef - plut. pchor. Wacław Sakson "Roman Sokół";

Oddziały
- 1 Kompania - dowódca ppor. Wiktor Wiszniewski "Krokodyl"; zastępca - plut. pchor. Marian Zagożdżon "Józef"; szef - plut. pchor. Bolesław Żmigród "Suk";
  - Pluton 523 - plut. Franciszek Joński "Jastrząb";
  - Pluton 524 - sierż. Wojciech Frasz "Żaba";
  - Pluton 525 - sierż. Karol Sent "Andrzej";
- 2 Kompania - dowódca ppor. Stefan Jabłoński "Jontek"; zastępca - sierż. pchor. Mieczysław Barszczewski "Barta"
  - Pluton 526 - sierż. Kazimierz Szczawiński "Lach";
  - Pluton 527 - sierż. Józef Lemańczyk "Sarna";
  - Pluton 558 - sierż. Mieczysław Puchniewski "Łapka"[2].

Przy batalionie funkcjonowała 1 kompania Milicji PPS pod dowództwem sierż. Mariana Guza "Wajcha".

## Powstanie warszawskie
W ramach batalionu na Mokotowie w walkach wzięła udział 2. kompania licząca 120 żołnierzy. W skład kompanii wchodziły plutony 526, który został skierowany do walk w Rejonie 4 Pole Mokotowskie) oraz pluton 527.
Część plutonu 527 zbierała się na punkcie alarmowym - mieszkaniu Stanisława Trzecińskiego "Mucha" przy ul. Rozbrat 22, pod dowództwem st. sierż Józefa Lemańczyka "Mucha". Część żołnierzy plutonu opuściła lokal po godz. 17, i nie dotarła na Sielce na miejsce koncentracji batalionu.
Pluton 526 był tuż przed wybuchem powstania oddelegowany do zdobywania budynku SGGW zgromadził się przy ul.Chełmskiej (grupa sierż. Henryka Czańki "Gorący" - 20 żołnierzy). Grupa ta w nocy z 1 na 2 sierpnia przyłączyła się do kompanii O3 por. "Ludwika" Batalionu "Olza", Pułku "Baszta". Brała później udział m.in. w zdobyciu szkoły na ul. Woronicza. Grupa nieuzbrojona (18 żołnierzy) zgromadziła się w sierocińcu przy ul. Rakowieckiej i została następnie zabrana z ludnością cywilną do obozu w Stauferkaserne. Część plutonu zgromadziła się przy ul. 6 Sierpnia i wzięła udział w walkach w Śródmieściu-Południe (rejon ul. 6 Sierpnia i Piusa XI).
Pluton 527, z udziałem dowódcy batalionu ppor. Wacława Kossowicza "Jarząbka", wziął udział w walkach o zakłady Bruhn-Werke przy ul. Belwederskiej 14. Po rozproszeniu oddział z Jarząbkiem przedostał się na Górny Mokotów. Część z nich weszła do utworzonej kompanii saperów Pułku "Baszta" jako 1 pluton, część została oddelegowana do dyspozycji dowódcy pułku ppłk. Stanisława Kamińskiego "Daniela".
Plutony 1 kompanii zostały odcięte w Śródmieściu, jeden uczestniczył w zdobyciu Poczty Głównej przy placu Napoleona i wszedł w skład jej obsady, dwa pozostałe weszły w skład Batalionu "Miłosz" w Śródmieściu Południowym.